# Hostal de Pinós
El Hostal de Pinós es un restaurante en el municipio de Pinós, comarca Solsonés, Lérida, Cataluña, España. Fue fundado en 1524. El mesón nunca ha cerrado sus puertas desde que abrió. 

## Ubicación
Se encuentra en la cresta de la Sierra de Pinós, considerado el centro geográfico de Cataluña. Junto al santuario hacia el sur está la plaza de Pinós. Junto con la cruz de término de Pinós forma un notable conjunto monumental.

## Descripción
La puerta del Hostal de Pinós es una invitación a la devoción popular. Está llena de símbolos marianos, una imagen de la Virgen queda resguardada en un pequeño nicho que lleva la inscripción "Nostra Senyora de Pinós". 
El lintel de la puerta está completamente llena de inscripciones, siempre referentes a la devoción mariana de la comarca
Posee tres comedores: uno central, con capacidad para 60 personas, y dos pequeños, con una capacidad 23 personas.

## Historia
Centro de devoción comarcal, el santuario de Pinós se alza a 904 metros de altitud, dominando la panorámica. El Santuario fue edificado por los Templarios en 1312 y muy pronto pasó a los Hospitalarios. En el siglo XVI, la población y el administrador M. Arcís Garriga iniciaron la construcción del actual edificio, así como la casa y el hostal.[cita requerida]